# Burni Sembuang
Burni Sembuang är ett berg i Indonesien.   Det ligger i provinsen Aceh, i den västra delen av landet, 1 600 km nordväst om huvudstaden Jakarta. Toppen på Burni Sembuang är 2 070 meter över havet, eller 224 meter över den omgivande terrängen. Bredden vid basen är 1,9 km.
Terrängen runt Burni Sembuang är huvudsakligen bergig, men den allra närmaste omgivningen är kuperad. Trakten runt Burni Sembuang är nära nog obefolkad, med mindre än två invånare per kvadratkilometer. Det finns inga samhällen i närheten. I omgivningarna runt Burni Sembuang växer i huvudsak städsegrön lövskog.